# Wimbledon Championships 1935
Die 55. Auflage der Wimbledon Championships fand 1935 auf dem Gelände des All England Lawn Tennis and Croquet Club an der Church Road statt.
In diesem Jahr wurde über den Schiedsrichterbüro ein Restaurant für die Spieler eröffnet.

## Herreneinzel
Fred Perry verteidigte seinen Titel. Er schlug im Finale Gottfried von Cramm in drei Sätzen.

## Dameneinzel
Helen Wills Moody gewann ihren siebten Einzeltitel in Wimbledon.

## Herrendoppel
Im Herrendoppel waren die Australier Jack Crawford und Adrian Quist erfolgreich.

## Damendoppel
Den Titel im Damendoppel holten sich Freda James und Kay Stammers.

## Mixed
Im Mixed siegten Dorothy Round und Fred Perry.

## Quelle
- J. Barrett: Wimbledon: The Official History of the Championships. HarperCollins Publishers, London 2001, ISBN 0-00-711707-8.